# Dardanelláki csata (1656)
A harmadik dardanelláki csata 1656. június 26-ban zajlott, a kandiai háború részeként a velencei és török flotta között. A csata velencei győzelemmel végződött. A török flotta számára a lepantói csata óta ez volt a legnagyobb vereség. A csata eredményeként az Oszmán Birodalom kénytelen volt lemondani néhány fontos szigetről, valamint a velenceiek sikeresen blokád alá vették a Dardanellákot, ezt a blokádot csak a következő évben sikerült megszüntetni.

## A csata előzményei
1644 óta háború dúlt a Velencei Köztársaság és az Oszmán Birodalom között, a Földközi-tenger keleti partvidéke feletti ellenőrzésért és főleg a Kréta feletti uralomért. Az oszmán hadsereg el is foglalta a sziget egy részét, azonban a sziget legnagyobb városánál, Kandiánál elakadtak és a város ostroma húsz évig tartott.
Időközben a velencei flotta a sziget elfoglalásának a megakadályozására, megkísérelte blokád alá vonni a stratégiailag és kereskedelmileg egyaránt fontos Dardanellákat.

## A csata
A két flotta 1656. június 26-án találkozott össze. A szél kezdetben a törököknek kedvezett, hamarosan azonban megfordult és ez a velencei hajókat jobban segítette. A csata alatt a velencei főkapitány, Lorenzo Marcello életét vesztette, amikor egy ágyúgolyó eltalálta, de helyettese, Barbado Badoer a harcok végéig ezt eltitkolta, hogy megakadályozza a zűrzavar kirobbanását a velenceiek között.
Hamarosan a törökök visszavonultak, de a velenceiek üldözőbe vették őket. Az üldözés alatt a legkorszerűbb velencei hajó, a San Marco zátonyra futott és a legénysége kénytelen volt elhagyni a fedélzetet. Kisebb csatározások még másnap is voltak, de a csata lényegében június 26. estére véget ért. A velenceiek fényes győzelmet arattak, a törökök viszont hatalmas veszteséget szenvedtek és 5000 keresztény rabszolgát sikerült kiszabadítani az oszmán fogságból.

## Következmények
A csata eredményeként a velenceiek megszállták Tenedosz és Limnosz szigeteket, valamint blokád alá vették a Dardanellákat. Isztambul és Kréta szigete között az utánpótlási vonalat a velenceiek átvágták, ezenkívül pedig maga város is a kulcsfontosságú szoros hiányában ellátási nehézségekkel küszködött 1656–1657 telén. A velencei blokádot csak a háromnapos csatában sikerült áttörni, 1657 júliusában.

## Fordítás
- Ez a szócikk részben vagy egészben  a   Battle_of_the_Dardanelles (1656) című angol Wikipédia-szócikk fordításán alapul.  Az eredeti cikk szerkesztőit annak laptörténete sorolja fel. Ez a jelzés csupán a megfogalmazás eredetét és a szerzői jogokat jelzi, nem szolgál a cikkben szereplő információk forrásmegjelöléseként.